# Gheorghe Mandicevschi
Gheorghe Mandicevschi (n. 8 noiembrie 1870, Molodia, Bucovina – d. 23 martie 1907, Cernăuți), a fost un compozitor, dirijor și pedagog român.

## Biografie[1]
Gheorghe Mandicevschi se trage dintr-o veche familie de preoți ortodocși români și ruteni. A fost fiul lui Vasile Mandicevski și al Vioricăi, născută Popovici, și fratele lui Eusebie Mandicevschi.
Studiile și le-a făcut la Institutul de teologie din Cernăuți și la Academia de Muzică și Artă Interpretativă (Akademie für Musik und darstellende Kunst) din Viena, unde l-a avut ca profesor chiar pe fratele său, Eusebie Mandicevschi.
Gheorghe Mandicevschi și-a petrecut cea mai mare parte din viață la Cernăuți, unde a fost dirijor al corului Societății Armonia, profesor de muzică la Seminarul teologic, la Școala cantorală și la școli secundare.

## Compoziții
muzică de teatru 
- Piatra din casă, vodevil pe un libret de Vasile Alecsandri

muzică de cameră
- Cvartet de coarde,
- Variațiuni pe tema unui cântec popular german

muzică pentru cor, cu precădere religioasă
- Și era la ora a șasea, oratoriu pentru cor bărbătesc[2]
- M-am pogorât din cer, de sus, motet pentru șase voci mixte [2]